# Bad Turn Worse
Bad Turn Worse ist ein US-amerikanischer Thriller von Simon und Zeke Hawkins, der am 7. September 2013 beim Toronto International Film Festival in Kanada seine Premiere feierte und am 29. August 2014 beim Fantasy Filmfest erstmals in Deutschland gezeigt wurde.

## Handlung
In einer kleinen Gemeinde in Texas, inmitten von staubigen Straßen und hässlichen Häusern, lebt Sue, die es nicht erwarten kann, endlich aufs College zu gehen, um damit ihrer trostlosen Heimat endlich den Rücken kehren zu können. Ihr Freund B.J. hat sich schon fast mit seinem Schicksal abgefunden und will in Texas bleiben. B.J.s bester Freund Bobby würde jedoch gerne zusammen mit Sue das College besuchen, und insgeheim ist er auch in sie verliebt. Am letzten Wochenende vor dem Abschied der beiden wollen sie alle gemeinsam noch ein letztes Mal einen draufmachen.
B.J. hat das Geld für die Party jedoch von seinem Boss Giff geklaut, und als dieser den Diebstahl entdeckt, zwingt er die drei Freunde, zur „Wiedergutmachung“ seinen eigenen Chef, den Gangster Big Red, auszurauben. Die Freunde geraten bei diesem Versuch tief in die Arme der lokalen Mafia.

## Produktion
Die Regie übernahmen die Brüder Simon und Zeke Hawkins. Das Drehbuch zum Film stammt von Dutch Southern. Der Film ist eine Hommage an den in Oklahoma geborenen Krimiautoren Jim Thompson, dessen Roman The Killer Inside Me im gleichnamigen Film bereits 2010 von Michael Winterbottom als Film noir umgesetzt wurde und der von Billy Joes Freundin regelmäßig zitiert wird.
Die kanadische Schauspielerin Mackenzie Davis übernahm im Film die Rolle von Sue, die US-amerikanischen Schauspieler Logan Huffman und Jeremy Allen White sind als ihr Freund B.J. und dessen Kumpel Bobby zu sehen. Der Gangster Big Red wird von William Devane dargestellt.

## Kritiken
80 % der Kritiker bei Rotten Tomatoes beurteilten Bad Turn Worse positiv (von 41 Kritikern).
Stephen Holden von The New York Times beschreibt den Film als Texas Neo-Noir und führt aus: Dieses kleine, gemeine Regiedebüt der Brüder Zeke und Simon Hawkins nach einem Drehbuch von Dutch Southern hält ein ganze Höhle von boshaften Kriechtieren bereit, deren Gift es zu probieren gilt.

## Auszeichnungen
Bad Turn Worse wurde beim AFI Fest 2013 mit dem Publikumspreis ausgezeichnet.